# Флаг Мукачева
Флаг Мукачева— флаг, официальный символ города Мукачева. Утверждён 13 августа 1998 года.

## Описание
Флаг представляет собой полотно 1000 мм x 1100 мм.  Синий цвет по контуру составляет 10% от общей площади и символизирует, что данная территория находится в Украине. Желтый фон – символ земли, белая диагональ означает святость Святого Мартина – покровителя Мукачево, красная диагональ – плащ Святого Мартина, которой он покрыл нищего.

## Использование флага
- В 2017 году альпинистка из Мукачева Ирина Галай развернула флаг города над наивысшей горой Анд Аконкагуа[1].
- В августе 2023 года глава города Мукачево вручил флаг города воинам 128-й отдельной горно-штурмовой Закарпатской бригады[2].